# El Manantial, Cuitláhuac
El Manantial är en ort i Mexiko.   Den ligger i kommunen Cuitláhuac och delstaten Veracruz, i den sydöstra delen av landet, 260 km öster om huvudstaden Mexico City. El Manantial ligger 423 meter över havet och antalet invånare är 466.
Terrängen runt El Manantial är platt åt sydost, men åt nordväst är den kuperad. Runt El Manantial är det ganska tätbefolkat, med 129 invånare per kvadratkilometer. Närmaste större samhälle är Córdoba, 20,0 km väster om El Manantial. Trakten runt El Manantial består till största delen av jordbruksmark.